# Jacky Valette
Jacky Valette é um ex-futebolista das Novas Hébridas (atual Vanuatu) que jogava como atacante. Jogou pela seleção nacional.

## Carreira internacional
Jacky fez parte do selecionado neohebridiano para a Copa das Nações da OFC de 1973. Jogou sua primeira partida contra o Taiti, em 20 de fevereiro de 1973, que terminou em derrota por 1 a 0.